# مو ويليمز
مو ويليمز (بالإنجليزية: Mo Willems)‏ هو كاتب للأطفال ومؤلف وكاتب ورسام رسوم متحركة ورسام توضيحي أمريكي، ولد في 11 فبراير 1968 في نيو أورلينز في الولايات المتحدة.

## وصلات خارجية
- الموقع الرسمي
- مو ويليمز على موقع IMDb (الإنجليزية)
- مو ويليمز على موقع ميوزك برينز (الإنجليزية)
- مو ويليمز على موقع قاعدة بيانات الفيلم (الإنجليزية)